# Nikolaj Džurmongaliev
Nikolaj Džurmongaliev, noto anche come Sharp Metal Fang (Uzun-Agach, 15 novembre 1952), è un serial killer kazako.
Sarebbe uno dei peggiori serial killer, provenienti dall'ex area sovietica (attuale Russia), della storia insieme ad Andrej Chikatilo e Gennadij Michasevič. Avrebbe commesso più di 100 omicidi a sfondo cannibalistico.

## Biografia

### Le origini
Nikolaj Dzhurmongaliev (in cirillico: Николай Джумагалиев o Жұмағалиев), nacque come Džumagaliev nel 1952 a Uzun-Agach, nella zona di Alma-Ata, in Kazakistan.
Il padre era kazako e la madre era russa; non si conosce nulla della sua infanzia.
Nel corso degli anni perse alcuni denti dell'arcata anteriore e se ne fece impiantare alcuni finti in metallo bianco placcato in acciaio: da qui gli deriva il soprannome “Sharp Metal Fang”. Prestò il servizio militare e viaggiò in Europa e nelle zone del Circolo polare artico; tornò infine nel paese natale.
Era conosciuto come una persona educata, calma e solitaria; aveva una buona parlantina e curava molto il suo aspetto esteriore e il suo vestiario. Ma, se veniva provocato, era in grado di sferrare colpi con molta violenza. Sottolineava la sua superiorità dicendo di essere "discendente di Gengis Khan".
Faceva molte passeggiate in un parco vicino alla riva di un fiume ed entrava in contatto con molte donne, di qualsiasi nazionalità o età.

### Omicidi
Compì il suo primo omicidio nel 1979: molestò sessualmente la vittima, la uccise, la smembrò e ne buttò i pezzi in un barile pieno di insetti. L'anno dopo compì il secondo: la vittima stava tornando a casa dopo le preghiere serali e venne trovata morta con dei tagli sul corpo, in particolare sul collo, completamente nuda e senza le orecchie.
Dzurmongaliev venne arrestato e trascorse almeno un anno in cella di isolamento; a questo punto la polizia era al corrente solo del secondo omicidio. L'esame di un istituto psichiatrico lo descrisse come uno schizofrenico e un folle. Dopo la scarcerazione iniziò a lavorare come operaio in un sito vicino ad Alma-Ata. Gli altri omicidi iniziarono nel 1980 e terminarono al suo arresto avvenuto un anno dopo, nel 1981: era il periodo della Guerra Fredda e dei Giochi Olimpici di Mosca. La zona colpita fu la Repubblica del Kirghizistan. Le sue vittime erano donne che venivano avvicinate in un parco quando faceva buio; lì le stuprava e le uccideva con un'ascia e con un coltello che portava sempre con sé o nella maggior parte delle volte a mani nude; erano scelte in base a quanto fossero attraenti secondo lui.
Il cadavere veniva poi macellato; alcune parti venivano messe in un sacco e portate a casa; il killer le usava poi per cucinare dei piatti etnici che mangiava oppure offriva agli amici, senza che loro ne fossero a conoscenza.
Pare che il fatto di vedere delle persone ignare che mangiavano con gusto la carne umana lo eccitasse sessualmente. Avrebbe ucciso perché detestava fin da piccolo le donne e le prostitute; pensava che fossero “la radice di ogni male, l'unica cosa sbagliata presente nel mondo” e che fossero "la più realistica incarnazione delle streghe medievali"; in particolare detestava quelle europee, che conobbe nel periodo in cui fece il militare: gli sembravano “troppo libere, sciolte e femminili a differenza di quelle del suo paese e molto diverse dai suoi ideali”. Non si conosce il movente del suo cannibalismo.
Alcuni documenti ufficiali descrissero in modo abbastanza preciso un suo delitto: in quest'occasione, si nascose dietro a delle rocce in attesa che qualcuno gli passasse vicino; trovata la vittima ideale, saltò fuori e la uccise con 35 coltellate sul collo.
Dopo che ne bevve il sangue la portò in una discarica e, lontano da occhi indiscreti, ebbe un rapporto sessuale con il cadavere quasi in stato di decomposizione. Quando finì, lo smembrò in vari pezzi; una piccola parte la seppellì nel giardino di casa propria; l'altra parte la portò con sé per cucinarla.

### L'arresto
Nel 1981 due ubriachi, che il killer invitò in casa con la promessa di dar loro da mangiare, si recarono in cucina alla ricerca di qualche bevanda alcolica. Aprendo il frigorifero, trovarono la testa decapitata senza occhi di una donna, il suo intestino e una parte del seno in avanzato stato di decomposizione. Scapparono dalla casa in stato di confusione ed allertarono subito la polizia, che arrestò l'uomo il giorno successivo. Durante l'arresto, aggredì il colonnello Yuri Dubyagin “con le tecniche delle arti marziali” imparate negli anni di servizio militare riuscendo a strappargli l'orecchio destro a morsi da legato. Gli abitanti del villaggio rimasero sconvolti quando seppero che con loro era vissuto uno dei peggiori cannibali della storia.
Dzurmongaliev venne collegato a 150 omicidi e divenne fortemente sospettato di almeno 100 o 110 di questi; lui stesso ammise di avere compiuto degli omicidi e atti di cannibalismo. Disse anche che “da due donne si potrebbe ottenere abbastanza carne delicata per sopravvivere una settimana o due”. Una seconda perizia psichiatrica lo descrisse come una persona instabile diventata irresponsabile a causa della sua insanità mentale, che gli fu già diagnosticata anni prima. Durante il processo vennero accertati 100 dei 150 omicidi di primo grado e fu confinato in un istituto mentale a Tashkent; il giudice aveva stabilito che l'uomo avesse bisogno di cure mediche obbligatorie in quanto malato di mente. Il killer provò a suicidarsi cinque volte perché non sopportava il fatto di essere confinato in quel luogo considerato da lui maledetto e non adatto alla sua persona.

### L'evasione
Dopo alcuni anni, nel 1989, una visita medica confermò che il suo stato mentale stava migliorando costantemente; non era più un pericolo per la società: lo si poteva trasferire in un altro istituto; non essendo più un pericolo non gli sarebbe stata affiancata una scorta. Durante il trasferimento scappò dalla custodia, composta unicamente da un infermiere. Le autorità, forse per non diffondere il panico, continuarono a negare che il killer fosse evaso. Nel frattempo vagò per le montagne; pare si fosse spacciato per uno straniero, un cinese.
Nell'agosto 1991 venne nuovamente arrestato a seguito della segnalazione di una donna mentre si trovava a Fergana, in Uzbekistan; la polizia di Mosca stava cercando già da tempo un “fantomatico cinese”.